# Józef Łapiński
Józef Łapiński pseud. Czarny (ur. 19 lipca 1899 w Janowie Lubelskim, zm. 28 kwietnia 1965 w Warszawie) – uczestnik rewolucji październikowej, działacz SDKPiL, KPP, Komunistycznej Partii Galicji Wschodniej, KPZU i WKP(b), inżynier.

## Życiorys

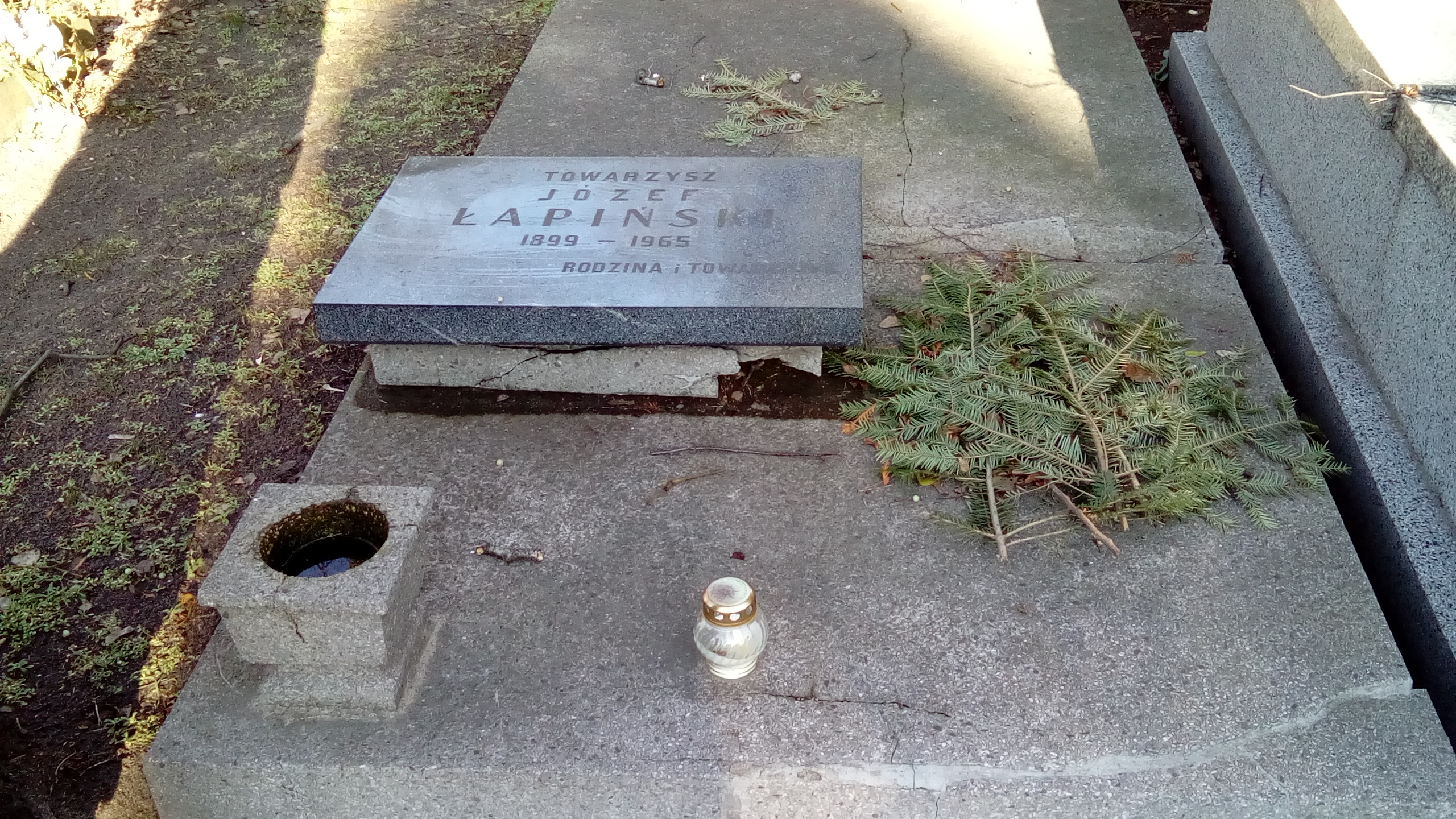
Grób Józefa Łapińskiego na Cmentarzu Wojskowym na Powązkach

Syn uczestnika rewolucji 1905 Leopolda i Ernestyny, brat Bronisławy i Marka, działaczy Związku Młodzieży Komunistycznej (ZMK) we Lwowie. 1914–1917 był ślusarzem-monterem, następnie został wcielony do armii austro-węgierskiej, w maju 1917 dostał się do rosyjskiej niewoli, skąd w sierpniu 1917 zbiegł do Piotrogrodu, gdzie we wrześniu 1917 wstąpił do Czerwonej Gwardii. Brał udział w walkach o Pałac Zimowy i przeciw powstaniu junkrów w Szkole Władimirowskiej. W grudniu 1917 wstąpił w Saratowie do miejscowej grupy SDKPiL i został jej propagandzistą wśród jeńców z armii austro-węgierskiej. Od maja do września 1918 jako partyzant walczył z Niemcami w okolicach Połtawy, następnie działał w Galicji jako agitator komunistyczny. Za agitowanie na rzecz przyłączenia Tarnopolszczyzny do sowieckiej Ukrainy został aresztowany w lutym 1919 przez żołnierzy armii Petlury. W marcu zbiegł i przedostał się do Wiednia, gdzie współpracował z miejscową grupą KPP. Później w Budapeszcie wstąpił do KPP i prowadził werbunek do polskich oddziałów komunistycznych na Węgrzech. Był dowódcą 2 batalionu polskiego Węgierskiej Armii Czerwonej i walczył po stronie Węgierskiej Republiki Rad przeciw interweniującym oddziałom czechosłowackim i rumuńskim. Od października 1919 do października 1921 działał we Lwowie w Komunistycznej Partii Galicji Wschodniej, następnie do 1923 był więziony za działalność komunistyczną. Później działał w KPZU, a latem 1924 przeniósł się do ZSRR, gdzie wstąpił do WKP(b). Redagował dział zagraniczny organu KC Komunistycznej Partii (bolszewików) Ukrainy „Kommunist"”w Charkowie. Od 1929 był technikiem w Zakładach Budowy Maszyn w Leningradzie, gdzie ukończył studia na wydziale mechanicznym w Instytucie Inżynierów Komunikacji. W 1936 był kierownikiem Centralnego Laboratorium Eksperymentalnego Komisariatu Ludowego Transportu Wodnego. W 1937 został zwolniony ze stanowiska i wykluczony z WKP(b). Po powrocie do kraju w 1948 działał w PPR i PZPR. 1949–1955 kierował Zakładem Instytutu Metaloznawstwa w Warszawie (jako kierownik, następnie dyrektor naczelny). W 1951 otrzymał Nagrodę Państwową III stopnia w dziedzinie techniki za wprowadzenie i rozwój metalizacji natryskowej. 1955–1956 był kierownikiem zakładu w Instytucie Mechaniki Precyzyjnej. Później był rzeczoznawcą w Warszawie, a w 1965 został doradcą przewodniczącego Państwowej Komisji Cen. Był odznaczony Medalem Węgierskim 1919-1959 i Medalem 10-lecia Polski Ludowej. Żonaty z działaczką KPP, WKP(b) i PZPR Marią Glazer. Został pochowany na wojskowych Powązkach (kwatera B2-6-8).